# Otto Brandt (företagsledare)
Otto Johan Albin Brandt, född 5 juni 1860 i Lovisa, död 26 juli 1935 i Helsingfors, var en finländsk företags- och idrottsledare. Han var far till Otto Brandt den yngre.
Brandt var 1876–1902 anställd vid telegrafverket och ägnade sig sedan åt affärsverksamhet inom sportartikelbranschen. Han startade tillsammans med en kompanjon firman Brandt & Blomberg, som blev känd bland annat för sina skidor (Brandt konstruerade själv ett flertal skidmodeller). Han grundade 1905 ett eget företag, Ab Otto Brandt Oy, och gjorde en betydande insats som organisatör och ledare av olika idrottsföreningar.